# Teatro Municipal de Lima
O Teatro Municipal de Lima é um dos principais teatros da cidade de Lima. Acha-se na quarto bloco da rua Ica no centro histórico da cidade capital do Peru.

## História
Antigamente, nesse mesmo lote ficaba o Teatro Olimpo, ele qual foi demolido. O Teatro Forero foi construido no 1915 segundo o dinseho de Manuel María Forero Osorio, nascido em Tacna. Foi inaugurado no 28 de julho de 1920 com o inicio da temporada da Grão Companhía de Opera Italiana de Adolfo Bracala quem interpretou a opera Aida de Giuseppe Verdi.
O jornal El Comercio dixo respeito a esta primeira noite do teatro:
No 1929, o teatro foi comprado pela Municipalidade Metropolitana de Lima e seu nome foi mudado, passando a chamarse Teatro Municipal mediante Resolução de Alcaldia do 15 de junho desse ano.

### Incêndio e reconstruçao
No 2 de agosto de 1998, durante o ensaio dum espetáculo, o teatro foi consumido por um voraz incêndio que durou duas horas e destruiu parte de sua estrutura sem causar danos estruturais definitivos
No 23 de abril de 2008, 10 anos depois do aquele incêndio, a Municipalidade Metropolitana de Lima anunciou que em 12 semanas começaria a reconstruçao do Teatro Municipal. Contando con os melhores arquitetos e restauradores do meio, esperava-se que a finais do 2009 ou começos do 2010, se estrearia o novo Teatro Municipal. No 29 de abril de 2010, depois de mais de 12 anos, se pus data para culminaçao da obra. No 11 de outubro de 2010, o teatro foi reinaugurado totalmente restaurado e renovado, numa ceremonia que contou con a assistencia do Alcaide de Lima Luis Castañeda Lossio.